# ヒストプラズマ症
ヒストプラズマ症(英: histoplasmosis)とは真菌であるHistoplasma capsulatumを原因とする感染症。同義語としてDarling's disease。ヒストプラズマ症の症状は非常に多様であるが、主に肺を侵す。時として肺以外の器官を侵すことがある。これを播種性ヒストプラズマ症と呼び、未治療の場合には致命的となることがある。ヒストプラズマ症は一般に免疫機能が低下しているエイズ患者に関与している。

ヒストプラズマ症は、免疫力が低下している人（HIV、栄養失調、または免疫抑制薬（TNF-α阻害剤[インフリキシマブ]、コルチコステロイド[プレドニゾン]の使用など）で最も一般的に発生する日和見真菌感染症である。
ヒストプラズマ症感染症は、鳥やコウモリの糞を含む土壌に通常見られるヒストプラズマ・カプスラタムの胞子を吸入することで発生する。

ほとんどの人では、ヒストプラズマ症感染は無症候性であるか、軽度の肺炎様症状（倦怠感、発熱、呼吸困難、咳など）を引き起こす。ただし、Histoplasma capsulatum胞子への実質的または再発性の曝露がある、または免疫不全の人は、慢性肺感染症または播種性感染症を発症する可能性があり、治療および/または入院が必要になってくる。

## 画像

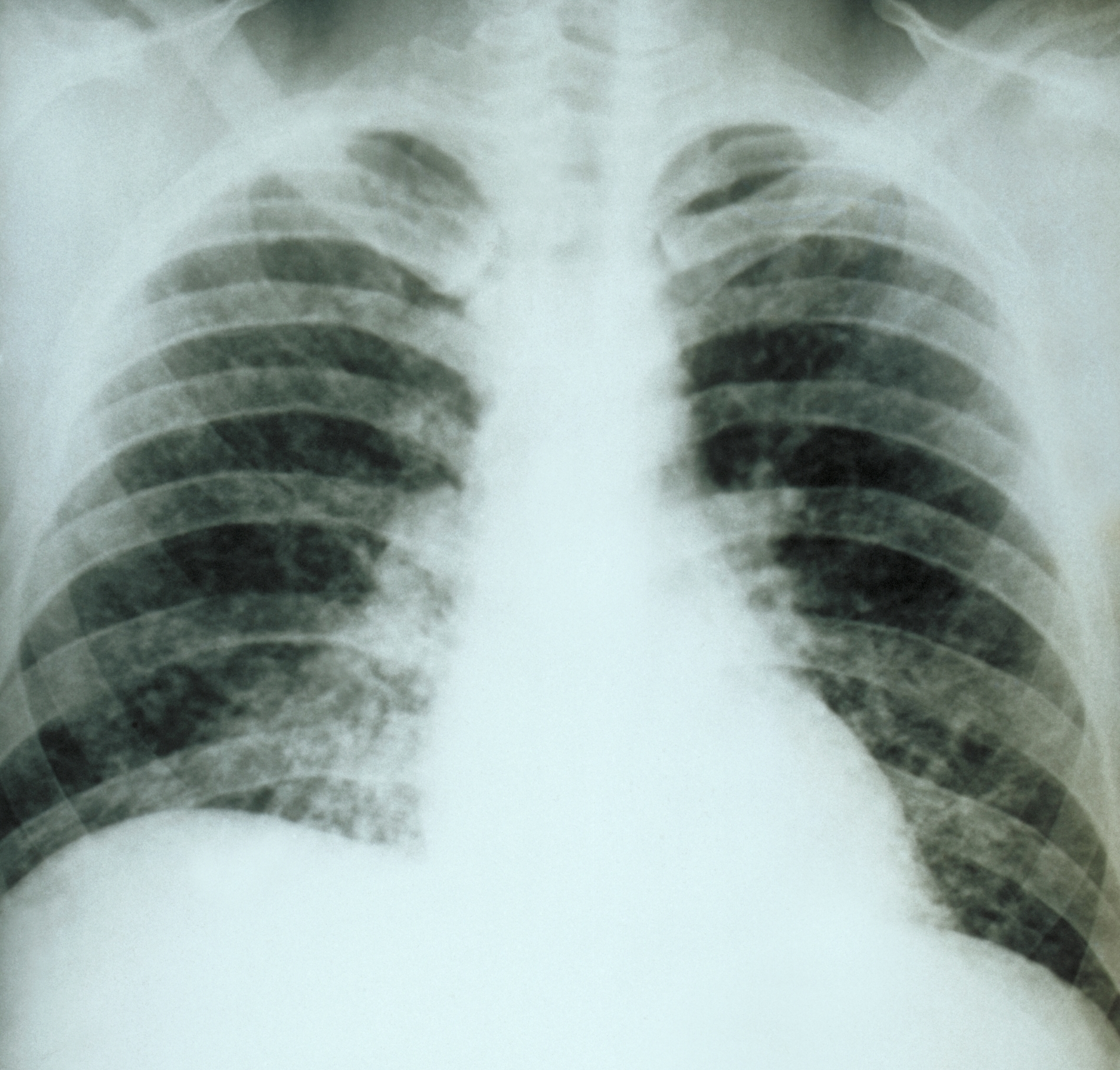
急性肺ヒストプラズマ症患者の胸部X線写真
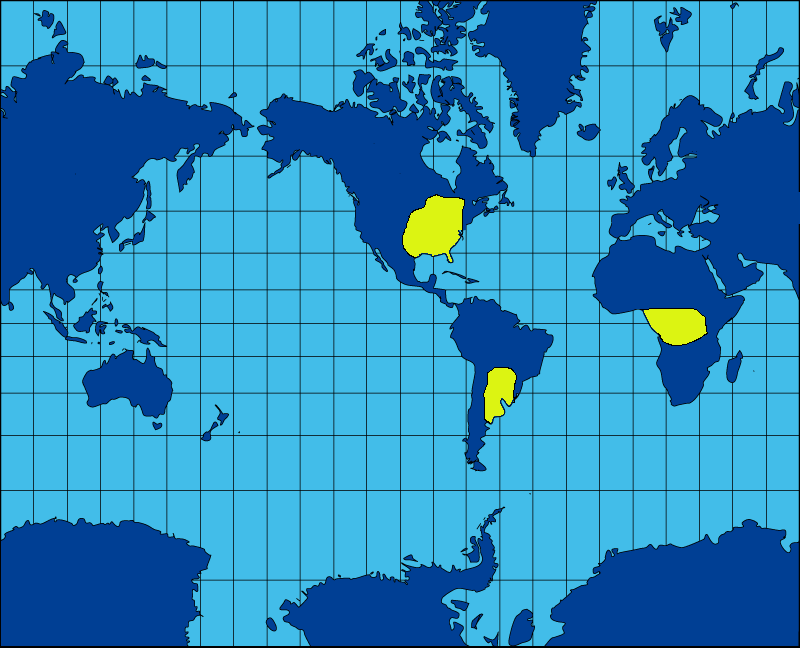
ヒストプラズマ症の世界的な分布状況
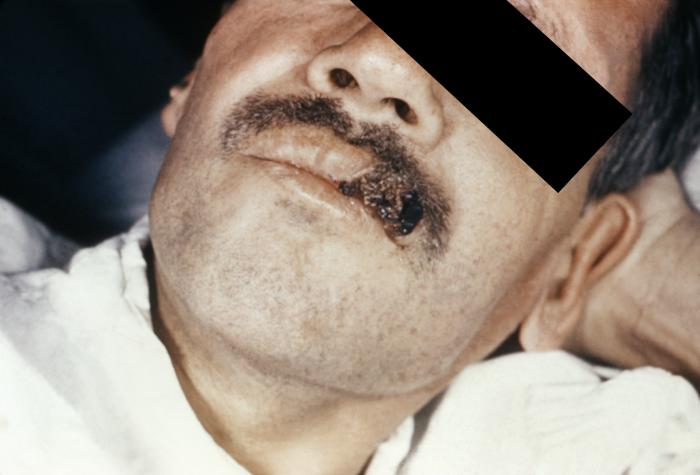
Histoplasma capsulatum感染を原因とする上唇の皮膚病変.
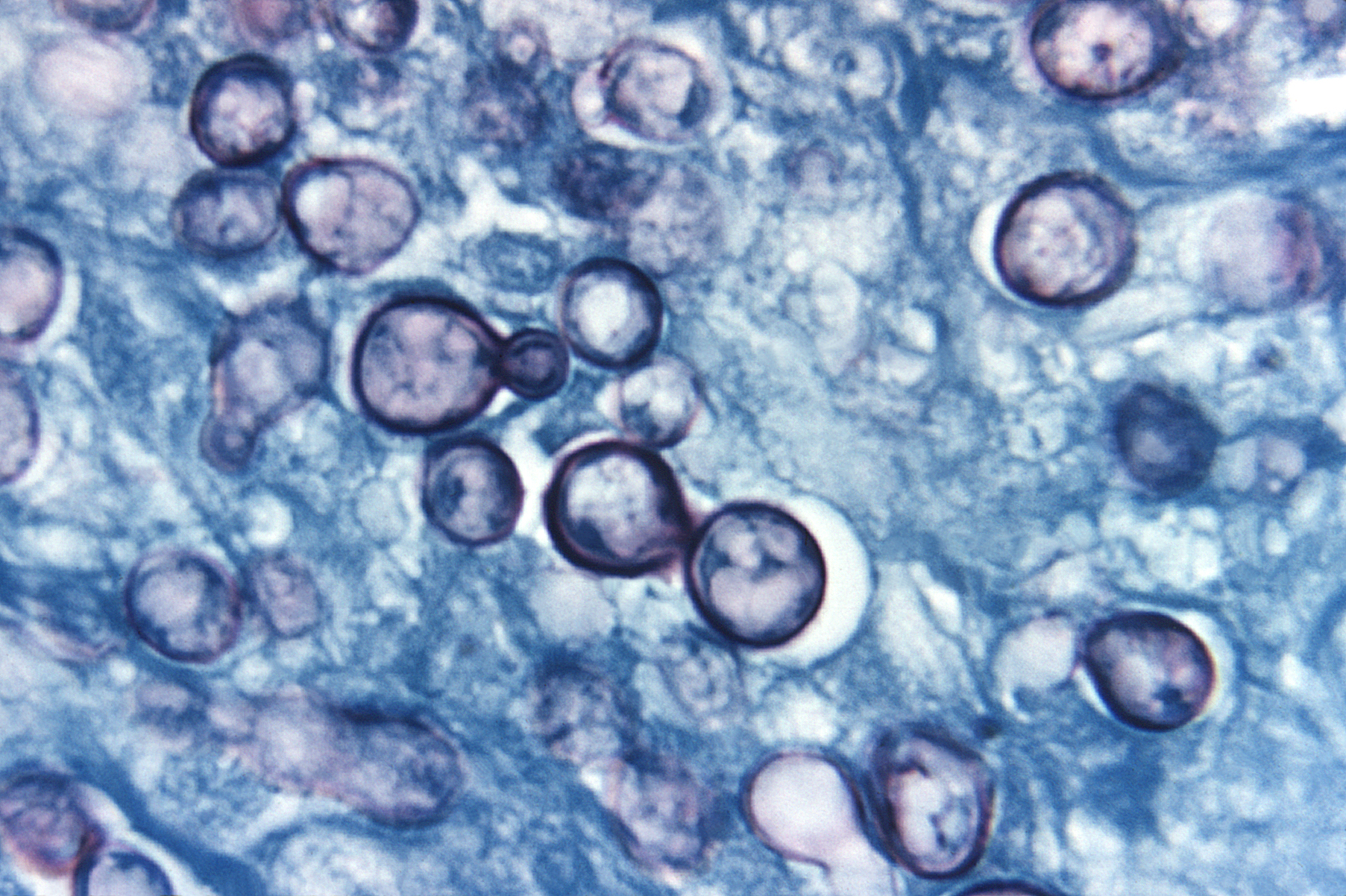
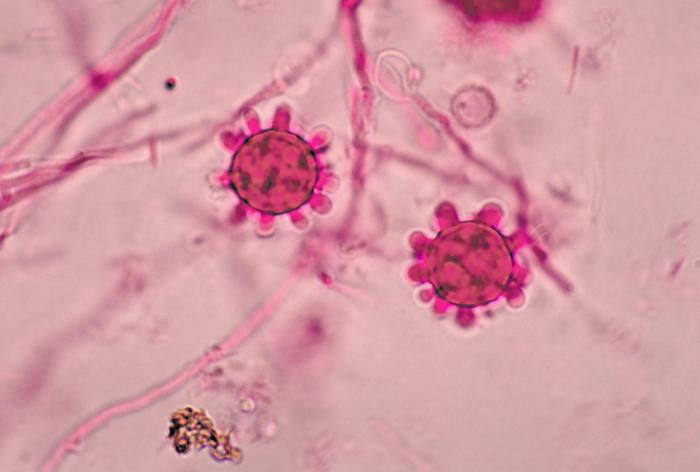